# Combat Control Team
Les Combat Control Teams (CCT) sont des équipes de forces spéciales de l'US Air Force dont la spécialité est d'assurer les communications entre le sol et les airs, y compris dans les rôles de contrôle du trafic aérien et de guidage de frappes.

## Histoire
Les CCT sont mises sur pied peu après la Seconde Guerre mondiale pour assurer le contrôle aérien lors des opérations parachutistes, succédant aux pathfinders de l'US Army. Les CCT font alors partie des escadres d'avions de transport qu'elles soutiennent.
Lors du conflit du Viêt Nam, certaines CCT sont impliquées dans des opérations spéciales : certains servent sur les pistes de camps de « bérets verts ». D'autres participent à la guerre secrète menée par la CIA au Laos, assurant le contrôle des pistes d'atterrissage isolées, les Lima Sites. Certains de ces Combat Controllers vont aussi jouer le rôle de contrôleurs aériens avancés (sous l'indicatif de Butterfly), guidant des frappes depuis des avions d'observation.
À la fin des années 1970, c'est le développement de capacités contre-terroristes qui donne naissance aux CCT d'opérations spéciales, équipes qui accompagnent des détachement de forces spéciales en opérations. Dans ce rôle, les CCT sont regroupées dans des escadrons. À partir des années 1980, ces escadrons intègrent aussi la spécialité des Pararescuemen, les spécialistes du sauvetage de l'US Air Force, et prennent le nom de Special Tactics Squadrons.